# Thiendorf
Thiendorf è un comune della Sassonia, in Germania.

Appartiene al circondario di Meißen.

## Storia
Il 1º gennaio 2016 venne aggregato al comune di Thiendorf il comune soppresso di Tauscha.